# Пангипульи (озеро)
Пангипульи (исп. lago Panguipulli, от мап. pangui пума и мап. pulli гора) — расположено в коммуне Пангипульи, в провинции Вальдивия (Чили). Пангипульи находится на западном берегу озера, на восточном берегу находится посёлок Чосуэнко.
Площадь поверхности — 116 км². Высота над уровнем моря — 130 м. Относится к бассейну реки Вальдивия, простирающемуся от посёлка Сан-Мартин-де-лос-Андес в Аргентине до залива Корраль. Входит в число «Семи озёр». Вода из озера сбрасывается через реку Энко в озеро Риньиуэ.